# Lucky Thirteen
Lucky Thirteen är musikern Neil Youngs andra samlingsalbum, utgivet 1993 med låtar från hans tid på skivbolaget Geffen Records.
Fyra av låtarna på albumet är tidigare outgivna: "Depression Blues", inspelad för den första, ratade versionen av countryalbumet Old Ways samt liveinspelningarna "Get Gone", "Don't Take Your Love Away From Me" och "Ain't It the Truth", de två första med Shocking Pinks, rockabillybandet från Everybody's Rockin'. Dessutom innehöll det en alternativ, något längre, version "Sample and Hold" från Trans och en liveinspelad version av "This Note's for You", ursprungligen från albumet med samma namn.

## Låtlista
1. "Sample and Hold" - 8:04
2. "Transformer Man" - 3:19
3. "Depression Blues" - 4:07
4. "Get Gone" - 5:06
5. "Don't Take Your Love Away From Me" - 6:16
6. "Once an Angel" - 3:54
7. "Where Is the Highway Tonight?" - 3:04
8. "Hippie Dream" - 4:26
9. "Pressure" - 2:46
10. "Around the World" - 5:28
11. "Mideast Vacation" - 4:22
12. "Ain't It the Truth" - 7:38
13. "This Note's for You" - 5:34